# Erik Bruhn
Erik Belton Evers Bruhn (Copenaghen, 31 ottobre 1928 – Toronto, 1º aprile 1986) è stato un danzatore, coreografo e attore danese.
Bruhn è da sempre considerato uno dei più grandi ballerini del Novecento; ospite dei maggiori teatri al mondo, ballò con le più grandi danzatrici della sua epoca lasciando un'impronta indelebile nella storia della danza classica. Fu definito Danseur noble per la sua bellezza e suprema eleganza

## Biografia
Erik Bruhn nacque a Copenaghen nel 1928. A nove anni iniziò a studiare danza presso il Balletto Reale Danese e il suo debutto, non ufficiale, fu nel 1946 al Teatro reale danese nel ruolo di Adone in Thorvaldsen di Harald Lander alla cui scuola si era formato. Entrò a far parte della compagnia del Balletto Reale Danese nel 1947 e ne divenne solista nel 1949. Si esibì come artista ospite con l'English Metropolitan Ballet tra il 1947 e il 1949 dove collaborò con la ballerina bulgara Sonia Arova. 
Nel 1949, pur mantenedo i contatti con la sua compagnia d'origine, entrò a far parte dell'American Ballet Theatre di New York. Divenne celebre nel 1955 per l'interpretazione del ruolo del principe Albrecht in Giselle al fianco di Alicia Markova, suscitando una grande ammirazione di pubblico e di critica per la perfetta esibizione dopo soli tre giorni di prove.
Si esibì negli anni successivi con il National Ballet of Canada, il New York City Ballet, il Royal Ballet, l'Harkness Ballet, il Joffrey Ballet e il Balletto dell'Opéra di Parigi. Fu direttore associato del National Ballet of Canada per il quale realizzò La Sylphide nel 1965, il Lago dei cigni nel 1966 e Coppelia nel 1975. Fu anche direttore artistico del Balletto reale svedese dal 1967 al 1971. Nel 1966 realizzò una nuova versione de La Sylphide all'Opera di Roma appositamente per Carla Fracci e Rudol'f Nureev.

Erik Bruhn e Maria Tallchief

Bruhn fu sempre più ammirato per la sua tecnica e la purezza del suo stile, nonché l'intelligenza e l'eleganza. Nonostante avesse realizzato diverse nuove coreografie, la sua fama è sempre stata legata ai ruoli di primo ballerino nella danza classica. John Cranko creò per lui la sua versione coreografica di Daphis et Chloé di Maurice Ravel al Balletto di Stoccarda nel 1962. Interpretò anche ruoli moderni come Jean ne La signorina Julie di Birgit Cullberg, il Moro ne The Moor's Pavane di José Limón e Don José nella versione coreografica della Carmen di Roland Petit.
Danzò con le più celebri ballerine, oltre Alicia Markova, da ricordare Cynthia Gregory, Nora Kaye, Nadia Nerina, Allegra Kent, Maria Tallchief e, in particolare, Carla Fracci. 
Tra i numerosi riconoscimenti fu nominato Cavaliere dell'Ordine del Dannebrog, alta onorificenza danese, nel 1963, anno in cui ottenne anche il Premio Nižinskij a Parigi. Si ritirò ufficialmente dalle scene come Danseur noble nel 1972, ma continuò a ballare in altri ruoli. Fu anche un notevole insegnante e seppe trasmettere lezioni di stile e la concezione della danza nella sua purezza, cercando di realizzare una completa identificazione del ballerino con il personaggio. Fu legato a Rudol'f Nureev che aveva conosciuto dopo che il danzatore russo abbandonò l'Unione Sovietica nel 1961. La relazione fra i due durò per 25 anni anche se in modo a volte travagliato e discontinuo. 
Erik Bruhn morì a Toronto nel 1986 a 57 anni. La sua morte fu attribuita a un cancro ai polmoni, anche se si ipotizza che possa essere stato colpito da AIDS.

## Filmografia
- Il favoloso Andersen (Hans Christian Andersen), regia di Charles Vidor (1952)